# Vilamalla
Vilamalla is een gemeente in de comarca Alt Empordà in de Spaanse provincie Girona in de regio Catalonië. Het heeft een oppervlakte van 9 km². Vilamalla telt 1.121 inwoners (1 januari 2016).
De randgemeente van Figueres bevindt zich in een vlakte tussen de rivieren Fluvià en Manol. De eerste schriftelijke verwijzing Villa Dalmalia dateert uit 974 in een lijst met bezittingen van de abdij Sant Pere de Rodes, binnen het voormalige Graafschap Empúries. Het voormalige landbouwersdorp heeft zich in de laatste decennia ontwikkeld tot een belangrijk industriecentrum, door de goede aansluitingen op het autowegennet via de E15 en de spoorweg.

## Demografische ontwikkeling
Bron: INE, 1857-2011: volkstellingen

## Bezienswaardigheden
- De romaanse Sint-Vincentiuskerk uit de 12de-13de eeuw
- L'Abadia, oude abdijhoeve uit de 16de-17de eeuw

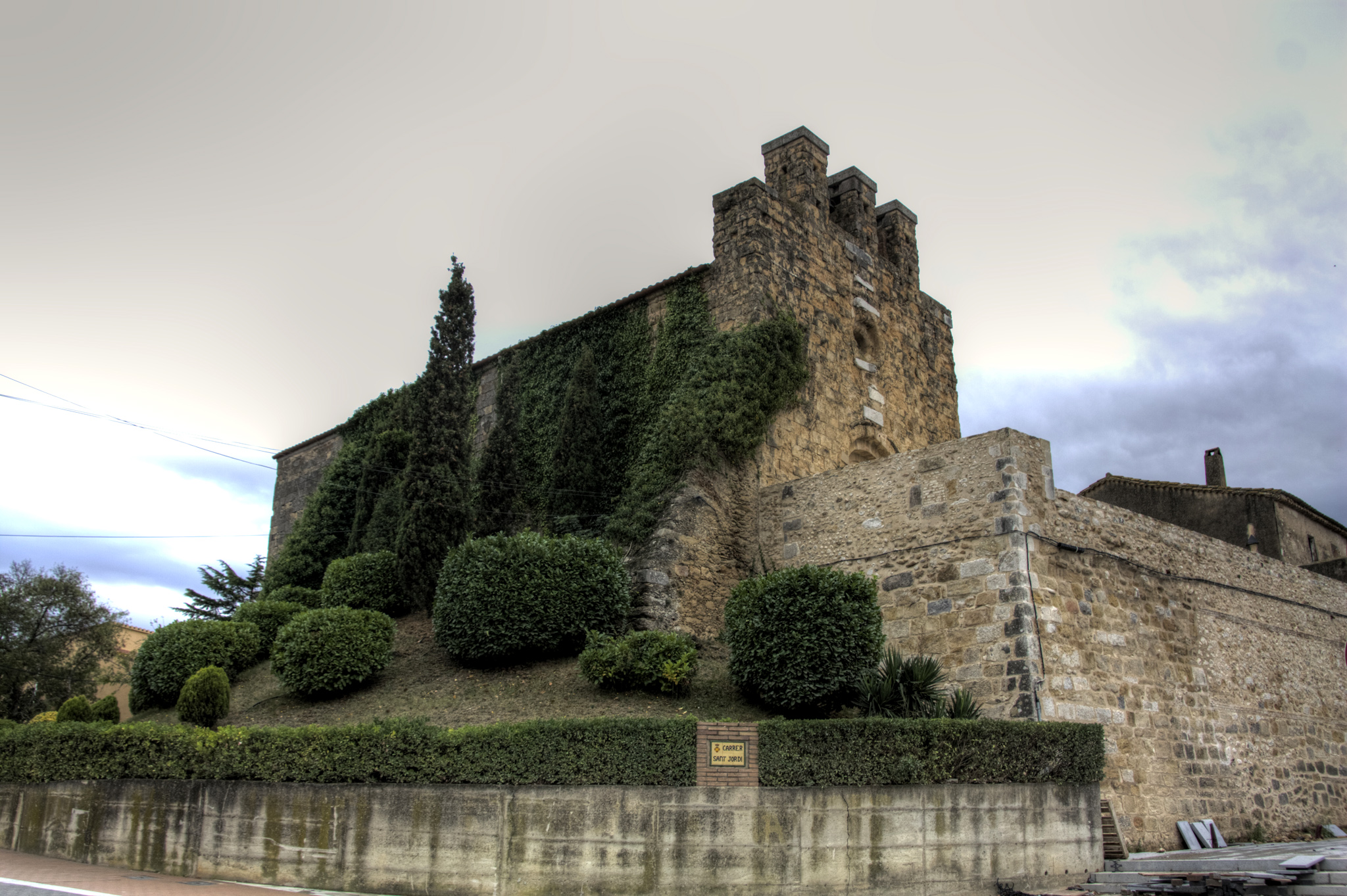
De voormalige abdijkerk
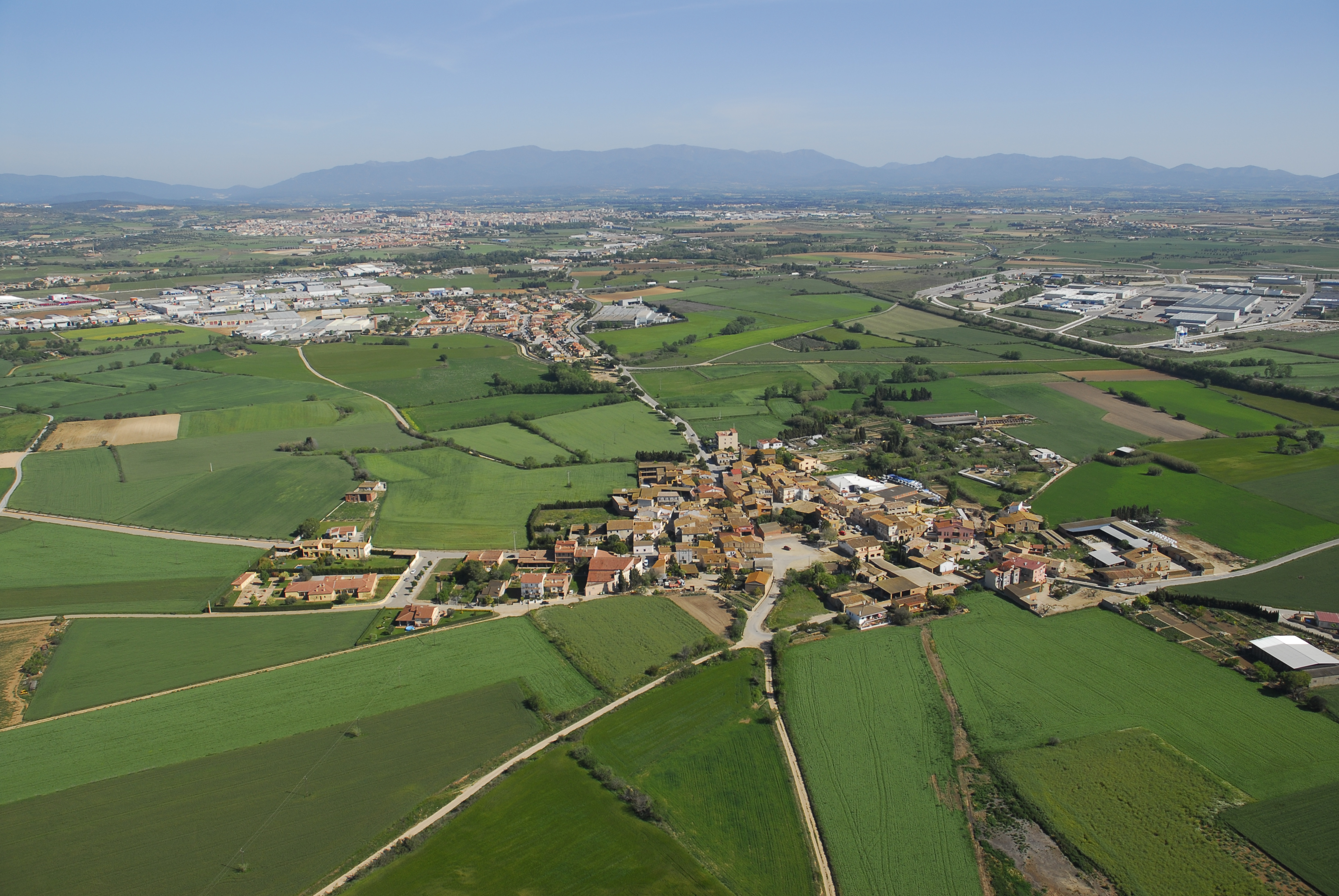
panorama
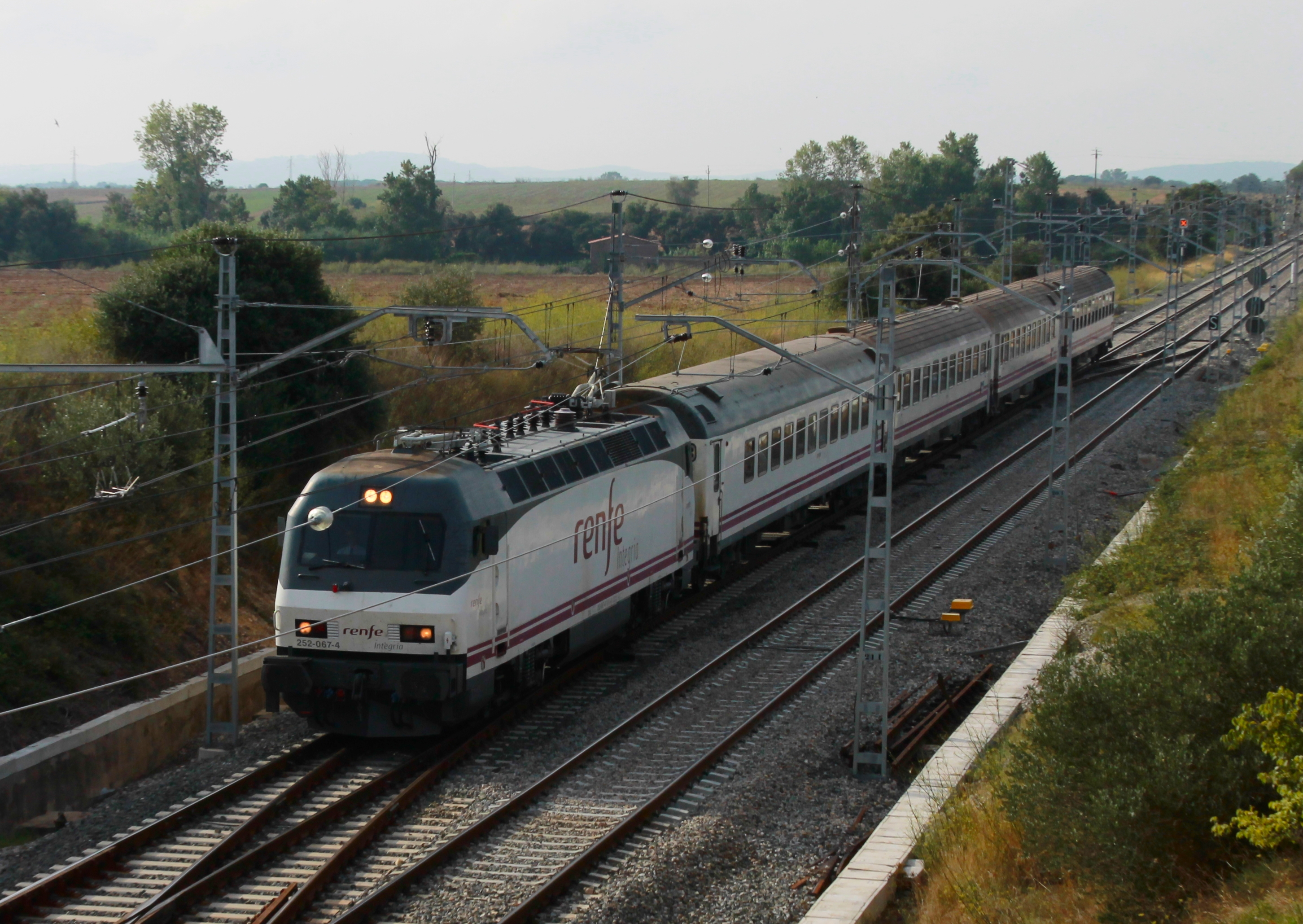
De Estrella Costa Brava passeert voorbij Vilamalla